# Министерство социального равенства и улучшения положения женщин Израиля
 Министерство социального равенства и улучшения положения женщин Израиля (ивр. המשרד לשוויון חברתי וקידום מעמד האישה‎) — израильское правительственное министерство, созданное в 2007 году и отвечающее за социальную и экономическую защищённость пожилого населения Израиля, гендерное равенство, равенство различных меньшинств и молодежи, и за социальные проекты. До 2024 года имело название «Министерство социального равенства и меньшинств».
22 января 2024 года «Министерство социального равенства и меньшинств» было объединено с упраздненным «Министерством по улучшению положения женщин» в «Министерство социального равенства и улучшения положения женщин», которое возглавила бывший министр по улучшению положения женщин Май Голан.

## История
Главным сюрпризом на общеизраильских выборах в Кнессет 17-го созыва (2006 год), стало получение новосозданной партией пенсионеров «Гиль» (ивр. גמלאי ישראל לכנסת‎, Гимлаэй Исраэль Ла-кнессет) семи мандатов. В ходе коалиционных переговоров с партией Кадима было решено создать новое министерство, отвечающее за права пожилых людей и пенсионеров в Израиле. Руководитель партии «Гиль» Рафи Эйтан стал главой нового министерства.
В ходе выборов в 2009 году, партия «Гиль» не прошла в Кнессет. Обязанности министра сегодня исполнял глава правительства Биньямин Нетаньяху, а его заместителем является депутат Кнессета Лея Нес.
После выборов 2015 года полномочия ведомства были существенно расширены. В его юрисдикцию вошли не только вопросы поощрения молодых и пожилых граждан, но и гендерного равенства, а также равноправия меньшинств. Новый министр Гила Гамлиэль вошла как в социально-экономический блок правительства, так и в комитет по законодательству.

## Задачи министерства
У министерства по делам пенсионеров несколько основных задач, в основном касающихся здоровья, социальной защищённости, жилья и личной безопасности пожилого населения Израиля. Министерство работает в тесной связи с другими государственными учреждениями, такими как Служба национального страхования, Служба по реабилитации инвалидов и другими.

## Министры
| Имя                | Название должности                                         | Года                    | Партия                |
| ------------------ | ---------------------------------------------------------- | ----------------------- | --------------------- |
| Рафи Эйтан         | Министр по делам пенсионеров                               | 25.07.2007 — 31.03.2009 | Гиль                  |
| Биньямин Нетаньяху | Министр пожилого населения                                 | 31.03.2009 — 18.03.2013 | Ликуд                 |
| Ури Орбах          | Министр пожилого населения                                 | 18.03.2013 — 16.02.2015 | Еврейский дом         |
| Нафтали Бенет      | Министр пожилого населения                                 | 18.02.2015 — 14.05.2015 | Еврейский дом         |
| Гила Гамлиэль      | Министр социального равенства                              | 14.05.2015 — 17.05.2020 | Ликуд                 |
| Мерав Коэн         | Министр социального равенства                              | 17.05.2020 — 08.01.2021 | Кахоль-лаван, Еш атид |
| Ицик Шмули         | Министр социального равенства                              | 08.01.2021 — 08.04.2021 | Авода                 |
| Михаэль Битон      | Министр социального равенства                              | 03.05.2021 — 13.06.2021 | Кахоль-лаван          |
| Мерав Коэн         | Министр социального равенства                              | 13.06.2021 — 29.12.2022 | Кахоль-лаван, Еш атид |
| Амихай Шикли       | Министр социального равенства                              | 29.12.2022 — 22.01.2024 | Ликуд                 |
| Май Голан          | Министр социального равенства и улучшения положения женщин | 22.01.2024 — н.в.       | Ликуд                 |